# L'Eritrea
L'Eritrea es un dramma per musica en tres actos de Francesco Cavalli sobre libreto de Giovanni Faustini. La obra se estrenó el 17 de enero de 1652 en el Teatro Sant'Apollinare de Venecia (en la época el más pequeño de los teatros venecianos, pero uno de los populares de la ciudad) y fue repuesta con algunas variaciones en 1661 en el mismo escenario: esta reposición fue el último espectáculo producido en el Sant'Apollinare antes de su clausura.
L'Eritrea fue el último libreto producido por Faustini y la decimosexta ópera de Cavalli. Este drama representa así la cumbre de la colaboración entre dos grandes artistas que marcó la ópera veneciana durante al menos una década, desde 1642 hasta 1651.
Era intención de Faustini presentar en el escenario dos obras de Cavalli en la misma estación, 1751-2: La Calisto la primera de las dos se representó el 28 de noviembre de 1651, mientras que la segunda, L'Eritrea preparada, fue representada de manera póstuma, pues Faustino murió el 19 de diciembre de 1651.